# Стамптаун (телесеріал)
«Стамптаун» (англ. Stumptown, прізвисько міста Портленд) — американський кримінальний драматичний серіал, прем'єра відбулося 25 вересня 2019 на каналі ABC. Серіал, заснований на серії коміксів, створений командою Грега Рукки, Метью Саутворта і Джастіна Грінвуда, автор сценарію та продюсер — Джейсон Річман.

## Сюжет
Серіал розповідає про ветерана війни в Афганістані Декс Паріос, яка стає приватним детективом в Портленді, штат Орегон. Декс, у якої Посттравматичний стресовий розлад та алкогольна залежність, має купу боргів та ще й мусить турбуватися про брата зі синдромом Дауна. Проте вона не сумує і не лізе в кишеню за гострим словом. Кілька перших справ нового детектива пов'язані з казино і його власницею, місцевим кримінальним авторитетом Сью Лінн, яка до того ж — мати загиблого нареченого Декс.

## У ролях
- Кобі Смолдерс — Декс Паріос, приватний детектив, ветеран морської піхоти
- Джейк Джонсон — Грей Макконнелл, колишній злочинець, власник бару
- Майкл Ілі — детектив Майлз Гоффман, детектив поліції
- Танту Кардинал — Сью Лінн Блекберд, власниця індіанського казино
- Кемрін Мангейм — лейтенант Косгроув, начальник Гоффмана
- Коул Сібус — Ансель Паріос, брат Декс, працівник бару
- Адріан Мартінес — Тукі, власник вуличної кухні

## Виробництво
29 січня 2019 стало відомо про замовлення пілотного епізоду телесеріалу. Пілот написав Джейсон Річман, який є виконавчим продюсером разом із Рубеном Флейшером, Дейвом Бернадом, Грегом Руккою, Метью Саутвортом і Джастіном Грінвудом.
Після успіху пілотних серій, 28 жовтня 2019 року канал ABC розширив перший сезон серіалу до 18 епізодів. 21 травня 2020 року канал ABC продовжив телесеріал на другий сезон; у вересні 2020 року було оголошено, що серіал не повернеться на ABC через затримки виробництва пов'язані з пандемією COVID-19, і телеканал намагається продати його іншій телемережі або потоковому сервісу.